# Heinrich Daniel Weigel
Heinrich Daniel Weigel (* etwa 1711 in Braunschweig; † 17. Januar 1773 in Wolfenbüttel) war ein deutscher Goldschmied.

## Leben
Heinrich Daniel Weigel wurde um das Jahr 1711 als Sohn eines Apothekers in Braunschweig geboren. Seine Lehre absolvierte er beim Goldschmied Georg Matthias Eimbke zwischen 1724 und 1731. Später siedelte er nach Wolfenbüttel über und heiratete die Witwe des Silberschmiedes Christian Suet-Meyer. Später arbeitete er als Kirchenprovisor und starb am 17. Januar 1773.

## Werke
Zu seinen Werken zählen folgende:
- 2 Kelche und Patenen, (1756), Barnstorf
- Kelch, (1757), Atzum
- Kelch, (1757), Watenstedt
- Oblatendose, (1760), Kneitlingen
- Krankenkelch, (1768), Börssum
- Modell-Wasserkesselchen (?)
- Kelch, (?), Groß Dahlum
- Kelch, (?), Adersheim
- Tischleuchter, (?), Braunschweig
- Kaffeekanne, (?)
- Ovale Henkelschale
- Kaffeekanne